# Hermenegild Miralles i Anglès
Hermenegild Miralles i Anglès   (Barcelona, 19 d'agost de 1859 - 1 de maig de 1931) fou un empresari i innovador català que treballava en el camp de l'edició de llibres, les arts gràfiques i enquadernació artística industrial.
Va néixer al carrer dels Escudellers de Barcelona, fill d'Eduard Miralles i Peres i de Josepa Anglès i Gibert, ambdós naturals de Barcelona. Es va casar l'any 1881 amb Victoriana Zaragoza, amb qui va tenir 6 fills.
Es va formar al taller de Pere Domènech i Saló i va arribar a ser un dels principals renovadors de la tècnica de l'enquadernació a Catalunya, així com un destacat col·leccionista d'enquadernacions modernistes. Fou el fundador i primer director de la revista Hispania. Juntament amb Ramon de Montaner, van crear una gran empresa de litografia i enquadernació industrial. Els Miralles va patentar tot un sistema innovador de rajoles d'imitació fetes de cartó pedra, que va fer servir a llocs tan emblemàtics com el Cafè Torino i el Petit Torino, o la Casa Vicens de Gaudí.